# Mysidion abyssorum
Mysidion abyssorum är en kräftdjursart som beskrevs av Hansen 1897. Mysidion abyssorum ingår i släktet Mysidion, och familjen Nicothoidae. Arten har ej påträffats i Sverige.